# Hvem er hun? (film fra 1910)
 For alternative betydninger, se Hvem er hun?. (Se også artikler, som begynder med Hvem er hun?)
Hvem er hun? er en dansk stum dramafilm fra 1910 produceret af Nordisk Films Kompagni og instrueret af Holger Rasmussen.
Filmen er løst baseret på Alexandre Bissons skuespil La Femme X.
Filmen havde premiere i Biograf-Theatret den 29. september 1910. Den blev i tysktalende lande distribueret som Wer ist sie? og i engelsktalende lande som Who is She?.

## Handling
Jacqueline smides på porten af sin mand efter utroskab, og hun får ikke sin lille søn med. Hun flygter til Amerika men vender senere tilbage og bliver involveret i pengeafpresning. Hun arresteres, og det er hendes søn, som siden er blevet advokat, og som hun ikke har set i 20 år, der skal føre retssagen.

## Medvirkende
- Oda Nielsen, Jacqueline Fleuriot
- Otto Lagoni, Hr. Fleuriot, Jacquelines mand, jurist
- Einar Zangenberg, Raymond, Fleuriots søn
- Paul Welander, En ven af huset
- Sofus Wolder, Lægen
- Holger Rasmussen, Laroque
- Victor Fabian
- Rigmor Jerichau
- Franz Skondrup
- Otte Jacobsen
- Poul Skondrup